# Oligotrichum subflexuosum
Oligotrichum subflexuosum là một loài rêu trong họ Polytrichaceae. Loài này được (Lorentz) Kindb. mô tả khoa học đầu tiên năm 1888.